# Ліжія Божунга
Ліжія Божунга Нуніш (порт. Lygia Bojunga Nunes; 26 серпня 1932, Бразилія) — відома дитяча письменниця,працює на радіо та телебаченні.

## Біографічні відомості
Її перша дитяча книга, написана в традиціях латиноамериканського магічного реалізму, з'явилася в 1972 році, а через десять років письменниця була удостоєна Міжнародної Премії Ганса Крістіана Андерсена: навіть для світу дитячої літератури це небувалий зліт і «казковий успіх».
У молодості Ліжія Божунга якийсь час була актрисою, подорожуючи з театром, вона натрапила на пануючу в селах безграмотність, пов'язану, насамперед, з бідністю сільських шкіл. Це змусило її створити і очолити маленьку школу для бідних сільських дітей.
У книзі «A casa da madrinha» («Будинок хрещеної матері») письменниця описує, як головний герой, хлопчик Олександр йде зі школи, щоб допомогти своїй родині вижити і стає звичайним вуличним хлопчиськом, заробляює на життя торгівлею на розніс. Олександр вирушає в дорогу у супроводі такої собі фантастичної істоти — павича, що розмовляє. У цього павича є мозковий фільтр, що стримує його думки — символізує загрозу вільнодумства. Брат розповідає Олександру про «будинок хрещеної матері», де ніколи не закінчується їжа та друзі завжди раді тебе бачити. Будинок хрещеної матері — вигадка, мрія, що змушує Олександра йти далі, хоча він знає, що може поневірятися все своє життя і ніколи його не знайти. Але незважаючи ні на що, Олександр продовжує шукати свою мрію, а павич мріє навчитися думати і говорити вільно.
Під тиском бразильської диктатури сімдесятих Божунга була змушена виражати себе максимально приховано, вдаючись до символічних алегорій. Її книги насичені символами, що розповідають про бідність і утиски.
Прикладом гарячої соціальної критики може бути книга «A bolsa amarela» («Жовта сумка»). Ця книга стала результатом особистого протесту письменниці проти тієї ролі, яку займає жінка в сучасному світі. Велика жовта сумка, яку Ракель всюди з собою носить, зберігає всі її мрії: вона хоче бути хлопчиком, вирости і стати незалежною, а ще вона хоче писати книги. Сумка — символ бажань, прихованих підсвідомістю. Жовтий — колір надії.
Найважливішим символом і лейтмотивом у книгах Божунгі виступає море. Це улюблене місце дії. У той же час, море символізує відкритість і безмежність простору, в порівнянні з замкнутістю простору сумки.
У 1996 році, після чотирирічної перерви, Божунга опублікувала ще три книги. В одній з них, а саме в «Feito a mao» («Рукотворна») вона повертається у своє дитинство. Це особлива книга, зроблена за допомогою техніки ксерокопії на грубому папері, виготовленої з паперових відходів. Так письменниця досліджує нові можливості для своєї творчості. Тема книги — пам'ять. Вона знайомить читача з дитинством автора, з її сім'єю та її кочовим способом життя.
У 2004 Ліжії Божунге була присуджена Премія імені Астрід Ліндгрен. Представляючи нового лауреата, журі відзначило: «Ліжія Божунга, з легкістю дитини грає, долає кордон між фантазією та реальністю. У її драматичних, створених за законами традицій усного мовлення, оповіданнях читач потрапляє безпосередньо в світ мрії та фантазії, який створюють головні герої, намагаються в такий спосіб впоратися з реальними обставинами. Самобутність письменниці проявляється в умінні змішувати гру, ліричний початок і абсурдний гумор із соціальною критикою, любов'ю до свободи і рішучим захистом вразливої дитини».